# Mieczysław Tomala
Mieczysław Tomala (ur. 16 października 1921 w Łodzi, zm. 7 września 2014 w Warszawie) – polski ekonomista, politolog, niemcoznawca, dyplomata i tłumacz.

## Życiorys
Podczas okupacji pracował w niemieckiej firmie budowlanej, by uniknąć wywózki na roboty przymusowe. Studiował w łódzkim oddziale Wyższej Szkoły Handlowej. Napisał pracę magisterską o problemach gospodarczych okupowanych Niemiec w latach 1945–1948. Pracował w Polskim Instytucie Spraw Międzynarodowych. W 1958 obronił doktorat pod kierunkiem prof. Jana Drewnowskiego. W latach sześćdziesiątych pracował w ambasadzie polskiej w Berlinie Wschodnim, na stanowisku radcy. Po powrocie do Polski został wicedyrektorem PISM i w 1971 otrzymał stopień doktora habilitowanego na podstawie pracy poświęconej problemom udziału gospodarki zachodnioniemieckiej w rynku światowym. Pracował także w MSZ oraz w ambasadzie w Hadze. W 1981 otrzymał nominację profesorską. Rozpoczął wydawanie Zeszytów Niemcoznawczych oraz był współtwórcą Fundacji Pamięć.

## Życie osobiste
Od lat 60. jego żoną była Karin Tomala – profesor sinologii.

## Odznaczenia
- Krzyż Komandorski Orderu Odrodzenia Polski (2001)[4]
- Krzyż Wielki Zasługi Orderu Zasługi RFN[5].
- Medal im. Ludwika Waryńskiego (1988)[6]